# Geany
Geany ist ein Texteditor mit Funktionen einer integrierten Entwicklungsumgebung (IDE), der auf Scintilla und dem GTK-Toolkit basiert und unter Linux, FreeBSD, NetBSD, OpenBSD, macOS und Windows betrieben werden kann.
Die Entwickler versuchen dabei, möglichst sinnvolle Funktionen einzubauen, das Programm aber dennoch klein und schnell zu halten. Geany besitzt wenige Abhängigkeiten von anderen Programmen und Bibliotheken.

## Funktionen
Geany bietet unter anderem folgende Merkmale:
- Über 60 unterstützte Dateitypen (C, C++, Java, Pascal, Perl, Python, Ruby, Shellskript, DocBook, XML, HTML, PHP, ReST[2], FreeBASIC uvm.)
- Funktionen, Klassen, structs etc. können über einen Symbolbrowser schnell eingesehen werden
- automatische Codevervollständigung, Syntaxhervorhebung und Formatierung
- Code-Faltung
- Calltips (Anzeige von Aufrufparametern für Funktionen und Methoden)
- Terminalemulation
- Einbindung eines Compilers
- Unterstützung eines Projektmanagements
- Schnittstelle für Plug-ins
- die Möglichkeit, rechteckige Blöcke zu editieren (Spaltenmodus unter Verwendung von Shift + Ctrl + Pfeiltasten bzw. Auswahl mit der Maus)

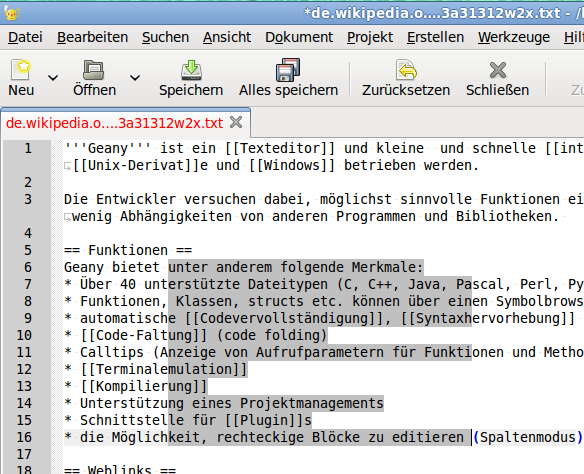
Spaltenmodus in Geany